# مليسة صينية
مليسة صينية (الاسم العلمي: Melissa yunnanensis) هي نوع نباتي يتبع جنس المليسة من فصيلة الشفوية.